# مایکل اندروز (هنرمند)
مایکل اندروز (انگلیسی: Michael Andrews؛ ‏ ۳۰ اکتبر ۱۹۲۸ – ۱۹ ژوئیهٔ ۱۹۹۵) نقاش اهل بریتانیا بود.
از فیلم‌هایی که وی در آن‌ها نقش داشته‌است، می‌توان به با هم اشاره نمود.